# Treviso Foot-Ball Club 1993 2005-2006
Questa voce raccoglie le informazioni riguardanti il Treviso Foot-Ball Club 1993 nelle competizioni ufficiali della stagione 2005-2006.

## Stagione
Assegnatario di una storica promozione in Serie A dopo le vicende che sconvolsero la classifica finale del torneo cadetto, il Treviso allestì in pochi giorni l'organico per affrontare la massima categoria: spiccarono tra gli altri i nomi del portiere Handanovič, dei gemelli Filippini e del centravanti Pinga. La mancata idoneità del Tenni obbligò i veneti a disputare le prime gare casalinghe a Padova, sul prato dell'Euganeo.
Gli uomini di Ezio Rossi — succeduto in panchina a Pillon dopo il passaggio di quest'ultimo al Chievo — debuttarono il 28 agosto 2005, perdendo in trasferta con l'Inter (3-0). Mossa la propria classifica solamente in ottobre, la squadra (il cui impianto venne frattanto omologato) colse a Reggio Calabria il primo successo in campionato; nel mese di novembre Alberto Cavasin rilevò la conduzione tecnica, senza tuttavia abbandonare il ruolo di coda.
Conseguita la prima vittoria in campo amico a scapito del Lecce, i trevigiani conclusero la fase d'andata ex aequo coi salentini a 12 punti. Le opportunità di salvezza — mantenute vive dall'esiguo ritardo accumulato dal Parma quartultimo — furono compromesse durante la fase di ritorno, con Bortoluzzi chiamato in febbraio per tentare un'improba risalita. Imposto un pareggio a reti bianche alla capolista Juventus, l'aritmetica condanna risultò sancita dal 3-1 incassato a Messina: trascinati in cadetteria i suddetti pugliesi strappando un 1-1 sul loro terreno, la compagine non si discostò dall'ultima posizione registrando 21 punti totali in 38 giornate.
Calato il sipario sull'annata col primo e unico rigore stagionale — accordato il 14 maggio 2006 nella partita con l'Udinese — il piazzamento venne ridefinito dal processo di Calciopoli, coi biancazzurri figurati al 19º posto in ragione del declassamento che la giustizia sportiva comminò ai torinesi.

## Divise e sponsor
| Casa | Trasferta | Terza maglia |

- Sponsor tecnico: Lotto
- Sponsor ufficiale: Segafredo Zanetti

## Rosa
Di seguito la rosa.
| N. |                     | Ruolo | Calciatore              |
| -- | ------------------- | ----- | ----------------------- |
| 13 | Italia (bandiera)   | P     | Daniele Lorenzini       |
| 1  | Italia (bandiera)   | P     | Matteo Sereni           |
| 1  | Slovenia (bandiera) | P     | Samir Handanovič        |
| 34 | Italia (bandiera)   | P     | Adriano Zancopè         |
| 17 | Brasile (bandiera)  | D     | Anderson                |
| 4  | Italia (bandiera)   | D     | Marcello Cottafava      |
| 25 | Italia (bandiera)   | D     | Paolo Hernán Dellafiore |
| 22 | Italia (bandiera)   | D     | Francesco Galeoto       |
| 24 | Italia (bandiera)   | D     | Andrea Dossena          |
| 20 | Italia (bandiera)   | D     | Alberto Giuliatto       |
| 21 | Brasile (bandiera)  | D     | Gustavo                 |
| 35 | Italia (bandiera)   | D     | Stefano Lorenzi         |
| 23 | Italia (bandiera)   | D     | Marco Mallus            |
| 6  | Uruguay (bandiera)  | D     | Carlos Valdez           |
| 55 | Italia (bandiera)   | D     | William Viali           |
|    | Francia (bandiera)  | D     | Guillaume Valmy         |
| 18 | Belgio (bandiera)   | C     | Walter Baseggio         |
| 29 | Italia (bandiera)   | C     | Raffaele De Martino     |
| 14 | Italia (bandiera)   | C     | Antonio Filippini       |
| 75 | Italia (bandiera)   | C     | Emanuele Filippini      |
| 11 | Italia (bandiera)   | C     | Fabio Gallo             |

| N. |                       | Ruolo | Calciatore             |
| -- | --------------------- | ----- | ---------------------- |
| 30 | Italia (bandiera)     | C     | Riccardo Gissi         |
| 19 | Camerun (bandiera)    | C     | Divine Fonjock         |
| 7  | Uruguay (bandiera)    | C     | Gianni Guigou          |
| 30 | Italia (bandiera)     | C     | Christian Maggio       |
| 8  | Libia (bandiera)      | C     | Jehad Muntasser        |
| 5  | Italia (bandiera)     | C     | Francesco Parravicini  |
| 7  | Italia (bandiera)     | C     | Roberto Chiappara      |
| 28 | Brasile (bandiera)    | C     | Pinga                  |
| 16 | Italia (bandiera)     | C     | Fabio Roselli          |
| 15 | Brasile (bandiera)    | C     | Siumar Ferreira Nazaré |
| 33 | Italia (bandiera)     | C     | Andrea Russotto        |
| 9  | Slovacchia (bandiera) | C     | Blažej Vaščák          |
| 26 | Italia (bandiera)     | A     | Robert Acquafresca     |
| 10 | Italia (bandiera)     | A     | Luigi Beghetto         |
| 11 | Italia (bandiera)     | A     | Marco Borriello        |
| 12 | Italia (bandiera)     | A     | Stefano Dall'Acqua     |
| 16 | Italia (bandiera)     | A     | Damien Florian         |
| 31 | Italia (bandiera)     | A     | Dino Fava Passaro      |
| 27 | Brasile (bandiera)    | A     | Reginaldo              |
| 25 | Brasile (bandiera)    | A     | Wilker                 |

## Risultati

### Serie A

#### Girone di andata
| Arbitro: | Tagliavento (Terni) |

|                       |           |  |
| Adriano 32’, 68’, 79’ | Marcatori |  |

| Arbitro: | Saccani (Mantova) |

|  |           |                    |
|  | Marcatori | 90+2’ C. Lucarelli |

| Arbitro: | Mazzoleni (Bergamo) |

|                                       |           |           |
| Rocchi 20’ Pandev 26’ Oddo 87’ (rig.) | Marcatori | 44’ Pinga |

| Arbitro: | Banti (Livorno) |

|  |           |                    |
|  | Marcatori | 45’, 48’ Bonazzoli |

| Arbitro: | Palanca (Roma 1) |

|  |           |                                   |
|  | Marcatori | 43’ (rig.) Ševčenko 72’ Gilardino |

| Verona 1º ottobre 2005, ore 18:00 6ª giornata | Chievo              | 0 – 0 referto | Treviso | Stadio Marcantonio Bentegodi (5 304 spett.)\| Arbitro: \| Mazzoleni (Bergamo) \| |
| Arbitro:                                      | Mazzoleni (Bergamo) |               |         |                                                                                  |

| Arbitro: | Giannoccaro (Lecce) |

|                     |           |                  |
| Fábio Simplício 34’ | Marcatori | 67’ Fava Passaro |

| Arbitro: | Squillace (Catanzaro) |

|                  |           |                        |
| Fava Passaro 78’ | Marcatori | 25’ Almirón 80’ Tavano |

| Arbitro: | Pantana (Macerata) |

|               |           |                              |
| Missiroli 86’ | Marcatori | 18’ Beghetto 77’ Parravicini |

| Arbitro: | Bergonzi (Genova) |

|  |           |              |
|  | Marcatori | 45+1’ Chiesa |

| Cagliari 6 novembre 2005, ore 15:00 11ª giornata | Cagliari                 | 0 – 0 referto | Treviso | Stadio Sant'Elia (8 500 spett.)\| Arbitro: \| Morganti (Ascoli Piceno) \| |
| Arbitro:                                         | Morganti (Ascoli Piceno) |               |         |                                                                           |

| Arbitro: | Giannoccaro (Lecce) |

|                  |           |                       |
| Reginaldo 2’, 6’ | Marcatori | 27’ Ferri 69’ Brienza |

| Arbitro: | Racalbuto (Gallarate) |

|                                      |           |                 |
| Mutu 37’ Trezeguet 43’ Del Piero 82’ | Marcatori | 25’ Parravicini |

| Treviso 4 dicembre 2005, ore 15:05 14ª giornata | Treviso           | 0 – 0 referto | Messina | Stadio Omobono Tenni (4 474 spett.)\| Arbitro: \| Cassarà (Palermo) \| |
| Arbitro:                                        | Cassarà (Palermo) |               |         |                                                                        |

| Arbitro: | Herberg (Messina) |

|           |           |  |
| Fiore 52’ | Marcatori |  |

| Arbitro: | Rosetti (Torino) |

|                            |           |                    |
| E. Filippini 30’ Pinga 64’ | Marcatori | 69’ (rig.) Vučinić |

| Arbitro: | Dondarini (Finale Emilia) |

|                 |           |  |
| Quagliarella 9’ | Marcatori |  |

| Arbitro: | Racalbuto (Gallarate) |

|  |           |              |
|  | Marcatori | 34’ Aquilani |

| Arbitro: | Pantana (Macerata) |

|                                |           |                          |
| Motta 12’ Di Natale 71’ (rig.) | Marcatori | 33’ Pinga 59’ Dellafiore |

#### Girone di ritorno
| Arbitro: | Gabriele (Frosinone) |

|  |           |          |
|  | Marcatori | 23’ Cruz |

| Arbitro: | Rizzoli (Bologna) |

|               |           |              |
| Galante 90+3’ | Marcatori | 8’ Reginaldo |

| Arbitro: | Tagliavento (Terni) |

|  |           |            |
|  | Marcatori | 87’ Rocchi |

| Arbitro: | Bertini (Arezzo) |

|             |           |                        |
| Kutuzaŭ 29’ | Marcatori | 64’ Gustavo Lazzaretti |

| Arbitro: | Stefanini (Prato) |

|                                                      |           |  |
| Kaká 14’ Ševčenko 53’, 64’ Gilardino 62’ Inzaghi 73’ | Marcatori |  |

| Arbitro: | Pieri (Lucca) |

|               |           |                     |
| Borriello 77’ | Marcatori | 38’, 46’ Tiribocchi |

| Arbitro: | Romeo (Verona) |

|  |           |                     |
|  | Marcatori | 14’ Fábio Simplício |

| Arbitro: | Tagliavento (Terni) |

|              |           |                  |
| Riganò 90+4’ | Marcatori | 53’ E. Filippini |

| Arbitro: | Paparesta (Bari) |

|  |           |               |
|  | Marcatori | 90+4’ Amoruso |

| Arbitro: | Dattilo (Locri) |

|             |           |  |
| Bogdani 85’ | Marcatori |  |

| Arbitro: | Giannoccaro (Lecce) |

|              |           |                               |
| Baseggio 24’ | Marcatori | 11’ Esposito 76’ (rig.) Suazo |

| Arbitro: | De Santis (Tivoli) |

|             |           |  |
| Makinwa 57’ | Marcatori |  |

| Treviso 1º aprile 2006, ore 18:00 32ª giornata | Treviso               | 0 – 0 referto | Juventus | Stadio Omobono Tenni (6 586 spett.)\| Arbitro: \| Racalbuto (Gallarate) \| |
| Arbitro:                                       | Racalbuto (Gallarate) |               |          |                                                                            |

| Arbitro: | Trefoloni (Siena) |

|                                       |           |                  |
| Floccari 14’ Sculli 71’ Di Napoli 72’ | Marcatori | 15’ Fava Passaro |

| Arbitro: | Rodomonti (Teramo) |

|               |           |                                    |
| Borriello 39’ | Marcatori | 25’ Toni 49’ Brocchi 84’ Montolivo |

| Arbitro: | Lops (Torino) |

|            |           |               |
| Vučinić 4’ | Marcatori | 83’ Reginaldo |

| Arbitro: | Dattilo (Locri) |

|                             |           |                 |
| Reginaldo 14’ Borriello 18’ | Marcatori | 12’, 81’ Foggia |

| Arbitro: | Rosetti (Torino) |

|             |           |  |
| Tommasi 36’ | Marcatori |  |

| Arbitro: | Ciampi (Roma 1) |

|                          |           |           |
| Borriello 37’ (rig.) 77’ | Marcatori | 16’ Pieri |

### Coppa Italia

#### Turni preliminari
| Arbitro: | Stefanini (Prato) |

|  |           |             |
|  | Marcatori | 31’ Vadacca |

## Statistiche
Statistiche aggiornate al 14 maggio 2006.

### Statistiche di squadra
| Competizione | Punti | In casa | In casa | In casa | In casa | In casa | In casa | In trasferta | In trasferta | In trasferta | In trasferta | In trasferta | In trasferta | Totale | Totale | Totale | Totale | Totale | Totale | DR  |
| Competizione | Punti | G       | V       | N       | P       | Gf      | Gs      | G            | V            | N            | P            | Gf           | Gs           | G      | V      | N      | P      | Gf     | Gs     | DR  |
| ------------ | ----- | ------- | ------- | ------- | ------- | ------- | ------- | ------------ | ------------ | ------------ | ------------ | ------------ | ------------ | ------ | ------ | ------ | ------ | ------ | ------ | --- |
| Serie A      | 21    | 19      | 2       | 4       | 13      | 12      | 26      | 19           | 1            | 8            | 10           | 12           | 30           | 38     | 3      | 12     | 23     | 24     | 56     | −32 |
| Coppa Italia | -     | 1       | 0       | 0       | 1       | 0       | 1       | 0            | 0            | 0            | 0            | 0            | 0            | 1      | 0      | 0      | 1      | 0      | 1      | −1  |
| Totale       | -     | 20      | 2       | 4       | 14      | 12      | 27      | 19           | 1            | 8            | 10           | 12           | 30           | 39     | 3      | 12     | 24     | 24     | 57     | −33 |

### Andamento in campionato
| Giornata  | 1  | 2  | 3  | 4  | 5  | 6  | 7  | 8  | 9  | 10 | 11 | 12 | 13 | 14 | 15 | 16 | 17 | 18 | 19 | 20 | 21 | 22 | 23 | 24 | 25 | 26 | 27 | 28 | 29 | 30 | 31 | 32 | 33 | 34 | 35 | 36 | 37 | 38 |
| --------- | -- | -- | -- | -- | -- | -- | -- | -- | -- | -- | -- | -- | -- | -- | -- | -- | -- | -- | -- | -- | -- | -- | -- | -- | -- | -- | -- | -- | -- | -- | -- | -- | -- | -- | -- | -- | -- | -- |
| Luogo     | T  | C  | T  | C  | C  | T  | T  | C  | T  | C  | T  | C  | T  | C  | T  | C  | T  | C  | T  | C  | T  | C  | T  | T  | C  | C  | T  | C  | T  | C  | T  | C  | T  | C  | T  | C  | T  | C  |
| Risultato | P  | P  | P  | P  | P  | N  | N  | P  | V  | P  | N  | N  | P  | N  | P  | V  | P  | P  | N  | P  | N  | P  | N  | P  | P  | P  | N  | P  | P  | P  | P  | N  | P  | P  | N  | N  | P  | V  |
| Posizione | 20 | 19 | 19 | 20 | 20 | 20 | 20 | 20 | 18 | 18 | 18 | 18 | 19 | 19 | 20 | 19 | 20 | 20 | 20 | 20 | 19 | 19 | 19 | 19 | 19 | 20 | 19 | 20 | 20 | 20 | 20 | 20 | 20 | 20 | 20 | 20 | 20 | 20 |

Legenda:

Luogo: C = Casa; T = Trasferta. Risultato: V = Vittoria; N = Pareggio; P = Sconfitta.

### Statistiche dei giocatori
| Giocatore       | Serie A  | Serie A | Serie A     | Serie A    | Coppa Italia | Coppa Italia | Coppa Italia | Coppa Italia | Totale   | Totale | Totale      | Totale     |
| Giocatore       | Presenze | Reti    | Ammonizioni | Espulsioni | Presenze     | Reti         | Ammonizioni  | Espulsioni   | Presenze | Reti   | Ammonizioni | Espulsioni |
| --------------- | -------- | ------- | ----------- | ---------- | ------------ | ------------ | ------------ | ------------ | -------- | ------ | ----------- | ---------- |
| R. Acquafresca  | 8        | 0       | 0           | 0          | 0            | 0            | 0            | 0            | 8        | 0      | 0           | 0          |
| Anderson        | 1        | 0       | 0           | 0          | 1            | 0            | 0            | 0            | 2        | 0      | 0           | 0          |
| W. Baseggio     | 15       | 1       | 1           | 1          | 0            | 0            | 0            | 0            | 15       | 1      | 1           | 1          |
| L. Beghetto     | 16       | 1       | 2           | 0          | 1            | 0            | 2            | 1            | 17       | 1      | 4           | 1          |
| M. Borriello    | 20       | 5       | 5           | 0          | 0            | 0            | 0            | 0            | 20       | 5      | 5           | 0          |
| R. Chiappara    | 7        | 0       | 1           | 0          | 0            | 0            | 0            | 0            | 7        | 0      | 1           | 0          |
| M. Cottafava    | 28       | 0       | 4           | 0          | 1            | 0            | 0            | 0            | 29       | 0      | 4           | 0          |
| P. Dellafiore   | 22       | 1       | 6           | 0          | 0            | 0            | 0            | 0            | 22       | 1      | 6           | 0          |
| R. De Martino   | 14       | 0       | 3           | 0          | 0            | 0            | 0            | 0            | 14       | 0      | 3           | 0          |
| F. Di Venanzio  | 0        | 0       | 0           | 0          | 1            | 0            | 0            | 0            | 1        | 0      | 0           | 0          |
| A. Dossena      | 21       | 0       | 7           | 1          | 0            | 0            | 0            | 0            | 21       | 0      | 7           | 1          |
| D. Fava Passaro | 22       | 3       | 3           | 0          | 0            | 0            | 0            | 0            | 22       | 3      | 3           | 0          |
| A. Filippini    | 32       | 0       | 6           | 0          | 0            | 0            | 0            | 0            | 32       | 0      | 6           | 0          |
| E. Filippini    | 30       | 2       | 13          | 1          | 0            | 0            | 0            | 0            | 30       | 2      | 13          | 1          |
| F. Galeoto      | 11       | −1      | 4           | 0          | 1            | 0            | 0            | 0            | 12       | 0      | 4           | 0          |
| F. Gallo        | 14       | 0       | 1           | 0          | 1            | 0            | 0            | 0            | 15       | 0      | 1           | 0          |
| R. Gissi        | 0        | 0       | 0           | 0          | 1            | 0            | 0            | 0            | 1        | 0      | 0           | 0          |
| A. Giuliatto    | 18       | 0       | 4           | 0          | 1            | 0            | 0            | 0            | 19       | 0      | 4           | 0          |
| G. Guigou       | 13       | 0       | 1           | 0          | 0            | 0            | 0            | 0            | 13       | 0      | 1           | 0          |
| Gustavo         | 26       | 1       | 4           | 1          | 0            | 0            | 0            | 0            | 26       | 1      | 4           | 1          |
| S. Handanovič   | 3        | −6      | 0           | 1          | 0            | 0            | 0            | 0            | 3        | 0      | 0           | 1          |
| S. Lorenzi      | 2        | 0       | 1           | 0          | 0            | 0            | 0            | 0            | 2        | 0      | 1           | 0          |
| C. Maggio       | 11       | 0       | 2           | 0          | 0            | 0            | 0            | 0            | 11       | 0      | 2           | 0          |
| M. Mallus       | 2        | 0       | 0           | 0          | 0            | 0            | 0            | 0            | 2        | 0      | 0           | 0          |
| J. Muntasser    | 4        | 0       | 0           | 0          | 0            | 0            | 0            | 0            | 4        | 0      | 0           | 0          |
| F. Parravicini  | 29       | 2       | 4           | 0          | 1            | 0            | 1            | 0            | 30       | 2      | 5           | 0          |
| Pinga           | 24       | 3       | 4           | 0          | 0            | 0            | 0            | 0            | 24       | 3      | 4           | 0          |
| F. Piovaccari   | 0        | 0       | 0           | 0          | 1            | 0            | 0            | 0            | 1        | 0      | 0           | 0          |
| D. Quadrini     | 0        | 0       | 0           | 0          | 1            | 0            | 0            | 0            | 1        | 0      | 0           | 0          |
| Reginaldo       | 31       | 5       | 2           | 0          | 1            | 0            | 0            | 0            | 32       | 5      | 2           | 0          |
| F. Roselli      | 1        | 0       | 0           | 0          | 0            | 0            | 0            | 0            | 1        | 0      | 0           | 0          |
| A. Russotto     | 4        | 0       | 0           | 0          | 0            | 0            | 0            | 0            | 4        | 0      | 0           | 0          |
| M. Sereni       | 7        | −12     | 0           | 0          | 0            | 0            | 0            | 0            | 7        | 0      | 0           | 0          |
| C. Valdez       | 19       | 0       | 5           | 0          | 0            | 0            | 0            | 0            | 19       | 0      | 5           | 0          |
| B. Vaščák       | 13       | 0       | 1           | 0          | 0            | 0            | 0            | 0            | 13       | 0      | 1           | 0          |
| W. Viali        | 26       | 0       | 4           | 0          | 0            | 0            | 0            | 0            | 26       | 0      | 4           | 0          |
| Wilker          | 1        | 0       | 0           | 0          | 0            | 0            | 0            | 0            | 1        | 0      | 0           | 0          |
| A. Zancopè      | 29       | −37     | 2           | 0          | 0            | 0            | 0            | 0            | 29       | 0      | 2           | 0          |
| M. Zaninelli    | 0        | 0       | 0           | 0          | 1            | 0            | 1            | 0            | 1        | 0      | 1           | 0          |
| D. Zomer        | 0        | 0       | 0           | 0          | 1            | −1           | 0            | 0            | 1        | 0      | 0           | 0          |